# Cantó de Houdan
El cantó de Houdan és un antic cantó francès del departament d'Yvelines, a la regió d'Illa de França. Estava inclòs en el districte de Mantes-la-Jolie i comptava amb 30 municipis i el cap cantonal era Houdan.
Va desaparèixer al 2015 i el seu territori es va dividir entre el cantó de Bonnières-sur-Seine i el cantó d'Aubergenville.

## Municipis
- Adainville: 824 habitants,
- Bazainville: 1192 habitants,
- Boissets: 215 habitants,
- Bourdonné: 427 habitants,
- Civry-la-Forêt: 310 habitants,
- Condé-sur-Vesgre: 1038 habitants,
- Courgent: 403 habitants,
- Dammartin-en-Serve: 943 habitants,
- Dannemarie: 261 habitants,
- Flins-Neuve-Église: 150 habitants,
- Gambais: 2064 habitants,
- Grandchamp: 232 habitants,
- Gressey: 475 habitants,
- Houdan : 3112 habitants,
- La Hauteville: 159 habitants,
- Le Tartre-Gaudran: 29 habitants,
- Longnes: 1360 habitants,
- Maulette: 712 habitants,
- Mondreville: 348 habitants,
- Montchauvet: 254 habitants,
- Mulcent: 71 habitants,
- Orgerus: 2245 habitants,
- Orvilliers: 484 habitants,
- Osmoy: 316 habitants,
- Prunay-le-Temple: 301 habitants,
- Richebourg: 1378 habitants,
- Saint-Martin-des-Champs: 305 habitants,
- Septeuil: 2046 habitants,
- Tacoignières: 956 habitants,
- Tilly: 439 habitants.

## Història
| Data d'elecció                           | Identitat         | Partit           | Qualitat |
| ---------------------------------------- | ----------------- | ---------------- | -------- |
| 1945-1964                                | M. Beauquesne     | Divers droite    |          |
| 1964-1991                                | Louis Vassout     | Divers droite    |          |
| 1991-2004                                | Henri Cuq         | RPR, després UMP |          |
| 2004-                                    | Jean-Marie Tétart | UMP              |          |
| les dades anteriors no són pas conegudes |                   |                  |          |
|                                          |                   |                  |          |